# Amtsgericht Witzenhausen
Das Amtsgericht Witzenhausen war ein preußisches Amtsgericht mit Sitz in Witzenhausen.

## Vorgeschichte
In Kurhessen erfolgte 1821 die Trennung der Rechtsprechung von der Verwaltung und für die Rechtsprechung wurden Justizämter, darunter das Justizamt Witzenhausen, eingerichtet. Es war dem Obergericht für die Provinz Niederhessen zugeordnet.

## Geschichte
Mit der Annexion Kurhessens durch Preußen 1866 wurden in der neuen Provinz Hessen-Nassau Amtsgerichte eingerichtet. Das Justizamt Witzenhausen wurde entsprechend in das Amtsgericht Witzenhausen umgewandelt. Es war dem Kreisgericht Kassel zugeordnet. Mit der Einführung der Reichsjustizgesetze entstanden 1879 reichsweit einheitlich Amtsgerichte. Das Amtsgericht Witzenhausen behielt damit seinen Namen und erhielt die neuen Funktionen. Es war nun eines der 34 Amtsgerichte im Bezirk des Landgerichtes Kassel. Am Gericht bestanden zwei Richterstellen. Es war damit ein mittelgroßes Amtsgericht im Landgerichtsbezirk. Sein Gerichtsbezirk umfasste den Kreis Witzenhausen ohne die Teile, die den Amtsgerichten Allendorf, Großallmerode und Lichtenau zugeordnet waren. Das Amtsgericht Witzenhausen wurde durch die hessische Strukturreform am 1. Januar 2005 aufgehoben.

## Amtsgerichtsgebäude
Das Amtsgerichtsgebäude (Walburger Straße 38) steht als Kulturdenkmal unter Denkmalschutz.